# Andy Furci
Andy Furci (12. prosince 1916 Brooklyn – 9. července 1998 Suffolk) byl americký automobilový závodník.
Aktivně závodil až do 70. let 20. století. Společně se svými bratry také provozoval několik italských restaurací.

## Formule 1
| Rok  | 1   | 2   | 3   | 4   | 5  | 6   | 7   | 8   | 9 | 10 | 11 | Pořadí | Body |
| ---- | --- | --- | --- | --- | -- | --- | --- | --- | - | -- | -- | ------ | ---- |
| 1957 | ARG | MON | 500 | FRA | GB | NĚM | PES | ITA | * | *  | *  | *      | *    |

## Vozy
- 1957 – Schroeder